# L’amore medico
L’amore medico (deutsch Der Liebhaber als Arzt, wörtlich etwa „die Liebe als Arzt“) ist eine komische Oper in zwei Akten von Ermanno Wolf-Ferrari. Das Libretto stammt von Enrico Golisciani und basiert auf der gleichnamigen Komödie (Originaltitel L’amour médecin) von Molière. Uraufführung war am 4. Dezember 1913 an der Hofoper Dresden in der deutschen Bearbeitung von Richard Batka. Die italienische Erstaufführung fand erst 1929 in Turin statt.

## Handlung

### Erster Akt – Garten der Villa Arnolfos
Die hübsche Luzinde ist der ganze Stolz ihres Vaters, des reichen Gutsbesitzers Arnulf. Um nichts in der Welt will er sie verlieren. Ihm graust es schon vor dem Tag, an dem Luzinde ihm einmal erklären wird, sie habe sich in einen Mann verliebt und gedenke zu heiraten. Derweil ahnt er nicht, dass dieses Ereignis schon längst wahr geworden ist; denn Luzinde schwärmt für Clitandro. Zwar hat sie mit ihm noch keine Worte gewechselt, aber die Blicke, die sich die beiden immer zuwerfen, sprechen Bände. Als Luzinde ihrem Vater vorsichtig ihre Absicht andeutet, gerät er außer sich. Er bleibt bei seiner energischen Ablehnung.
Das Kammermädchen Lisette will ihre Herrin trösten. Sie redet ihr ein, eine List anzuwenden. Sie solle sich einfach zu Bett legen und sich krank stellen. Gesagt, getan. 

### Zweiter Akt – Festsaal der Villa Arnolfos
Der besorgte Arnulf lässt einen Arzt nach dem anderen rufen; aber keiner vermag seiner Tochter zu helfen. Luzinde scheint eine ganz ausgefallene Krankheit zu haben. Da kommt Lisette mit einem unbekannten Arzt daher und erklärt, sie habe nach langem Suchen den richtigen Fachmann gefunden. Dieser ist aber kein anderer als der von Luzinde so angehimmelte Clitandro. Er gibt sich als Seelenarzt aus und scheint die scheinbar Kranke sehr gründlich zu untersuchen. Dem besorgten Vater verspricht er, seine Tochter vollständig heilen zu können. Um das Ziel zu erreichen, müsse sie aber mit ihm, dem Arzt, zum Schein eine Ehe eingehen. Weil Arnulf jedes Mittel recht ist, seine Tochter nicht zu verlieren, lässt er gleich einen Notar kommen, der einen Ehevertrag aufsetzt. Als Arnolfo nach und nach sieht, wie seine Tochter immer fröhlicher wird, schwinden auch seine Sorgen dahin. Plötzlich muss er jedoch feststellen, dass der Arzt mit seiner Tochter eng umschlungen das Haus verlässt. Nun merkt er, dass er hereingelegt worden ist.